# Christoph Barmeyer
Christoph Barmeyer (* 14. Februar 1967 in Brühl) ist Interkulturalist, Frankreichforscher, Organisationsforscher und -berater sowie Professor an der Universität Passau, Deutschland, wo er den Lehrstuhl für Interkulturelle Kommunikation innehat.

## Leben
Der 1967 in Brühl geborene Barmeyer absolvierte nach der Schule zunächst eine Lehre als Bankkaufmann (1987–1989) und studierte später Kulturwirtschaft in Passau und Betriebswirtschaftslehre in Montréal (1989–1994). Die Promotion erfolgte an der Universität des Saarlandes.
In den Jahren 2000–2008 war er Maître de Conférences an der Grande Ecole de Management/Université Strasbourg.
In den Jahren 2000 bis 2004 war Christoph Barmeyer Vorstandsmitglied der interkulturellen Vereinigung Society for Intercultural Education, Training and Research (SIETAR Deutschland).
Seit 2008 hält er den Lehrstuhl für Interkulturelle Kommunikation an der Universität Passau.

## Forschungsschwerpunkte
- Interkulturelle Organisationsforschung (mit Schwerpunkt bikulturelle Organisationen)
- Konstruktives Interkulturelles Management
- Interkulturelle Integration von Migranten in Organisationen
- Interkulturelle Kommunikation (mit Schwerpunkt Frankreich-Deutschland)
- Kulturvergleichendes und Interkulturelles Management (Frankreich-Deutschland-Québec)
- Interkulturelles Lernen und Kompetenzentwicklung
- Internationaler Transfer und Rekontextualisierung von Managementpraktiken in Multinationalen Unternehmen
- Bildungssysteme und Karrierewege
- Kulturelle und institutionelle Analysen von Wirtschaftssystemen/Wirtschaftsstilforschung

## Funktionen und Ämter
- Inhaber des Lehrstuhls für Interkulturelle Kommunikation, Universität Passau[5] (seit 2008)
- Stellvertretender Vorsitzender der Prüfungskommission der B.A. und M.A. Studiengänge „Kulturwirtschaft – International Cultural and Business Studies“, Universität Passau[6][7] (2013-heute)
- Programmbeauftragter des Doppelmasterstudiengangs Kulturwirtschaft/International Cultural and Business Studies (ICBS) – Langues Étrangères Appliquées (LEA), Aix-en-Provence-Passau[8] (2012-heute)
- Vorsitzender des damaligen Zentrums für Schlüsselqualifikationen (ZfS) der Universität Passau[9] (2009–2013)
- Assoziierter Professor für Interkulturelles Management und Mitglied des Forschungszentrums ‚Humans and Management in Society (EA1347)’[10] an der Ecole de Management Strasbourg / Université Strasbourg[11][12] (2009–2013)
- Wissenschaftlicher Beirat des Chaire „Diversité & Management“ in Université Dauphine, Paris[13]
- Gastprofessor in verschiedenen Master- und MBA-Studiengängen an Hochschulen in Frankreich, der Schweiz, Deutschland, Brasilien, den USA und Kanada.
- Wissenschaftlicher Beirat der Zeitschriften:
  - Management International/International Management[14]
  - Gestion[15]
  - Revue de Gestion des Ressources Humaines (RGRH)[16]

## Publikationen
- Barmeyer, Christoph: Konstruktives Interkulturelles Management. UTB/Vandenhoeck & Ruprecht, 2018.
- Barmeyer, C./Franklin, P. (Hg.): Intercultural Management. A Case-Based Approach to Achieving Complementarity and Synergy. London, Palgrave, 2016.
- Barmeyer, C.: The spy who impressed me. Zur kollektiven Wirkung und kulturellen Bedeutung von James-Bond-Filmen. Passau, Stutz, 2013.
- Barmeyer, C.: Taschenlexikon Interkulturalität. Göttingen, Vandenhoeck & Ruprecht, 2012.
- Heidenreich, M./Barmeyer, C./Koschatzky, K./Mattes, J./Baier, E./Krüth, K.: Multinational Enterprises and Innovation: Regional Learning in Networks. New York/London, Routledge, 2012.
- Barmeyer, C./ Scheffer, J./ Genkova, P. (Hg.): Interkulturelle Kommunikation und Kulturwissenschaft. Passau, Stutz, 2010 und 2011.
- Barmeyer, C./Bolten, J. (Hg.): Interkulturelle Personal- und Organisationsentwicklung. Sternenfels/Berlin, Wissenschaft & Praxis, 2010.
- Waxin, M.-F./Barmeyer, C. (Hg.): Gestion des Ressources Humaines Internationales. Paris, Les Editions de Liaisons, 2008.
- Barmeyer, C./ Schlierer, H.-J./Seidel, F.: Wirtschaftsmodell Frankreich. Märkte, Unternehmen, Manager. Frankfurt/New York, Campus, 2007.
- Barmeyer, C.: Management interculturel et styles d'apprentissage. Etudiants et dirigeants en France, en Allemagne et au Québec. Québec, PUL, 2007.
- Barmeyer, C./ Stefanie von Wietersheim: Business Know-How Frankreich. Heidelberg, Redline Wirtschaft, 2007.
- Magakian, J.-L./Barmeyer, C. et al. (Hg.): 50 fiches pour aborder la gestion stratégique des ressources humaines. Paris, Bréal, 2003.
- Barmeyer, C.: Mentalitätsunterschiede und Marktchancen in Frankreich. Interkulturelle Kommunikation im deutsch-französischen Handwerk. St. Ingbert, Röhrig, 2000.
- Barmeyer, C.: Interkulturelles Management und Lernstile. Studierende und Führungskräfte in Frankreich, Deutschland und Québec. Frankfurt/New York, Campus, 2000.
- Barmeyer, C./Bolten, J. (Hg.): Interkulturelle Personalorganisation. Sternenfels/Berlin, Wissenschaft & Praxis, 1998.
- Barmeyer, C.: Interkulturelle Qualifikationen im deutsch-französischen Management kleiner und mittelständischer Unternehmen (mit Schwerpunkt Saarland/Lothringen). (in Verbindung mit H.-J. Lüsebrink) St. Ingbert, Röhrig, 1996.